# Štrekljevec
Štrekljevec je naselje u slovenskoj Općini Semiču. Štrekljevec se nalazi u pokrajini Dolenjskoj i statističkoj regiji Donjoposavskoj regiji. 

## Stanovništvo
Prema popisu stanovništva iz 2002. godine naselje je imalo 95 stanovnika.